# Kurt Dannenberg

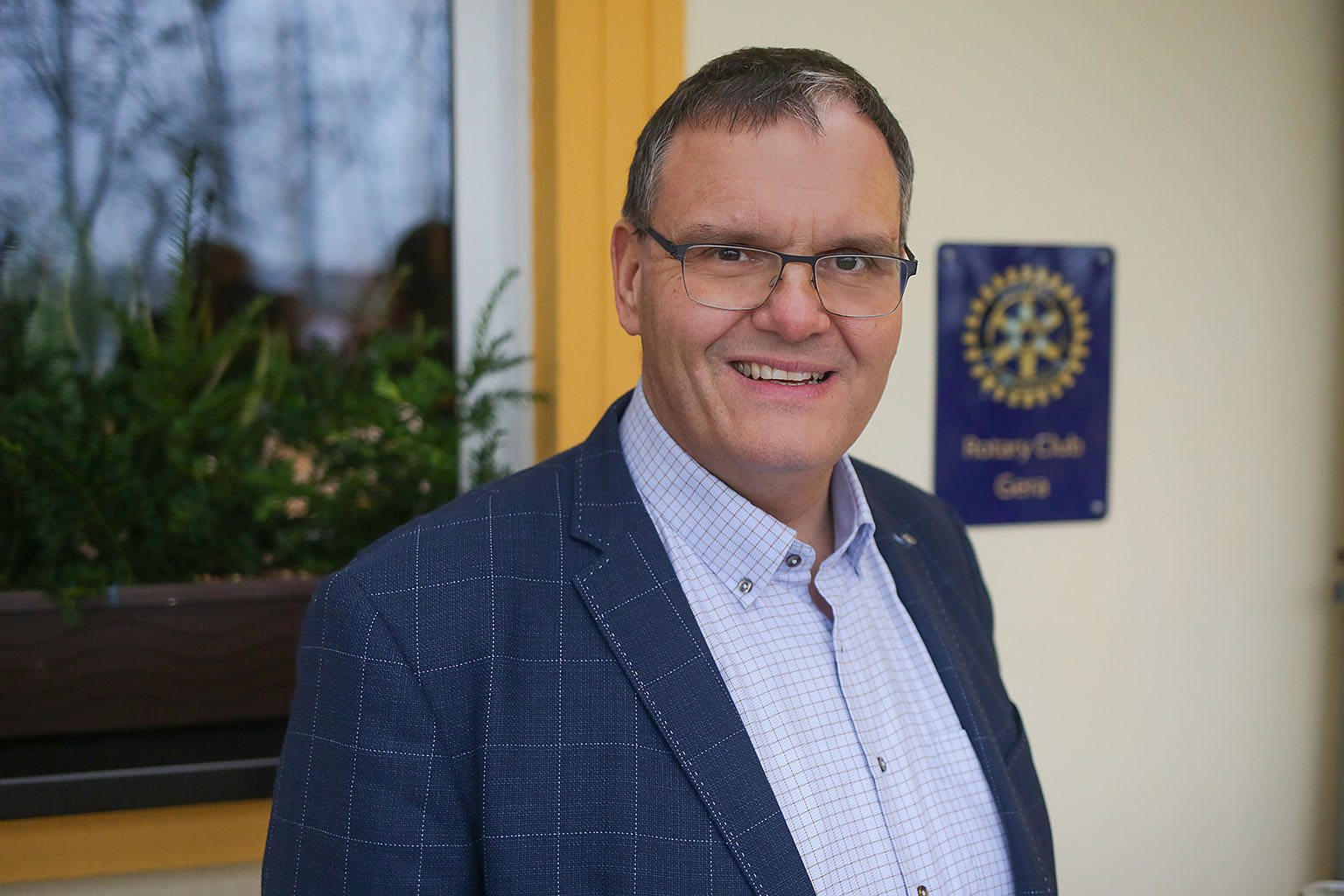
Kurt Dannenberg, 2023

Kurt Dannenberg (* 19. September 1968 in Hilten, Landkreis Grafschaft Bentheim) ist ein deutscher Kommunalpolitiker und ehemaliger Offizier der Bundeswehr. Seit 1. Juli 2024 ist er Oberbürgermeister der Stadt Gera in Thüringen, deren Bürgermeister und erster hauptamtlicher Beigeordneter er bereits von 2014 bis 2024 war.

## Biografie
Nach seinem Abitur 1988 verpflichtete sich Dannenberg als Soldat auf Zeit in der Pioniertruppe des Heeres der Bundeswehr. Er studierte an der Helmut-Schmidt-Universität/Universität der Bundeswehr Hamburg Maschinenbau und schloss als Ingenieur ab. Ab 2009 war Dannenberg, zuletzt als Oberstleutnant im Generalstabsdienst, Kommandant des Panzerpionierbataillon 701 in Gera-Hain, Thüringen. Von November 2009 bis März 2010 war er als Leitender Ingenieur des Deutschen ISAF Kontingents in Mazar-e-Sharif, Afghanistan, eingesetzt. Ab 2010 initiierte er die Projekte „Bundeswehr trifft Klassik“ mit Auftritten des Wehrbereichsmusikkorps III an den Bühnen der Stadt Gera und „Theater trifft Bundeswehr“ mit einem Auftritt des Schauspielensembles in der Pionierkaserne. 2011 wurde Dannenberg an das Genfer Zentrum für Sicherheitspolitik delegiert. Von 2012 bis 2014 war er Referent in der Abteilung Politik im Bundesverteidigungsministerium in Berlin und absolvierte ein Master-Studium in internationaler und europäischer Sicherheitspolitik an der Universität Genf. 

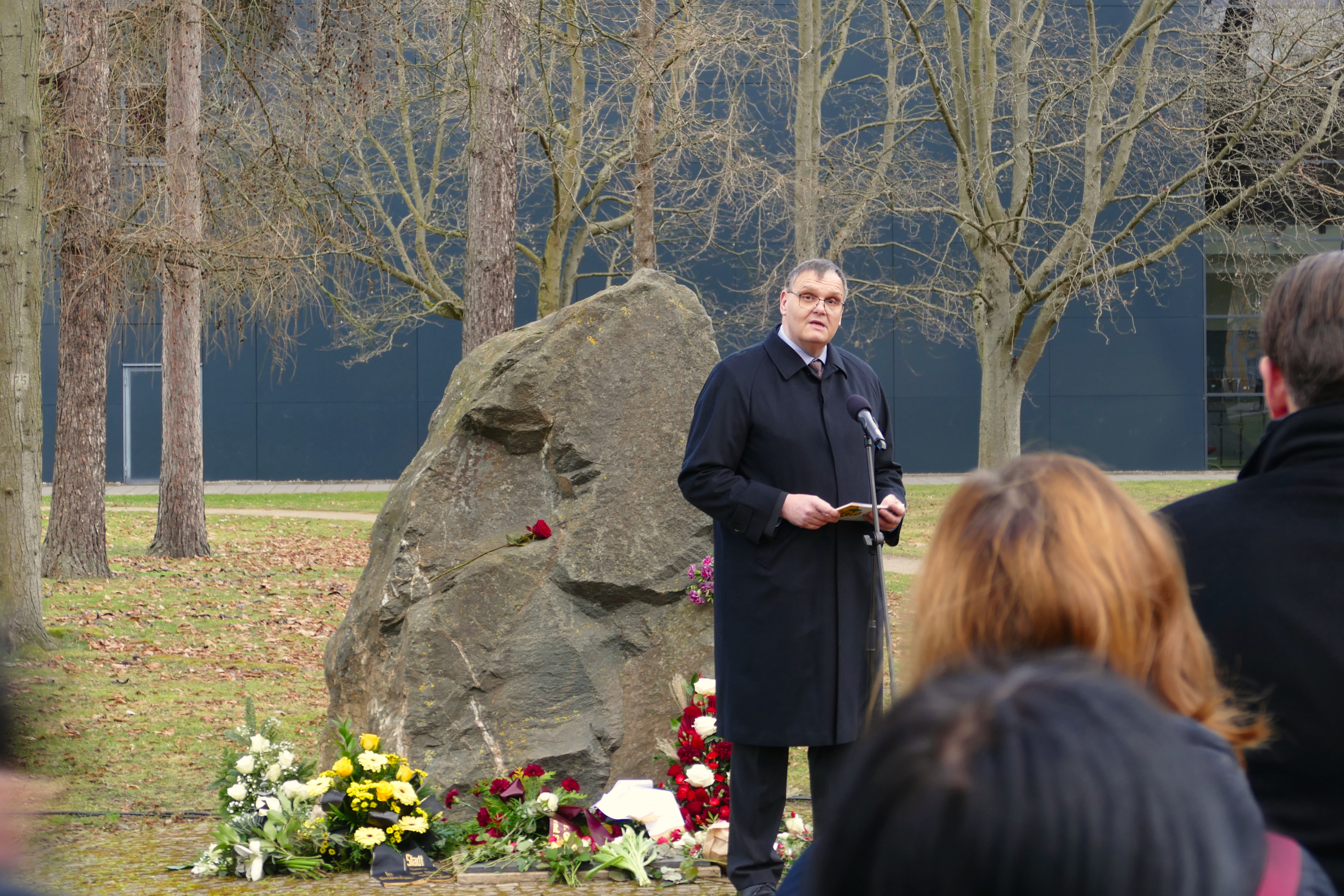
Rede zum 80. Jahrestags der Befreiung des KZ Auschwitz am „Denkmal für die Opfer des Faschismus“ im Geraer Küchengarten

Ab Januar 2014 war Dannenberg Bürgermeister und erster hauptamtlicher Beigeordneter in Gera. Nach einem ersten abgelehnten Aufnahmeantrag 2014 trat er 2017 in die CDU ein und ist seit 2020 stellvertretender Landesvorsitzender der Mittelstands- und Wirtschaftsunion im Landesverband Thüringen. Darüber hinaus ist er Präsident des Stadtsportbundes Gera und Vorsitzender des Schwimmvereins Gera. Während seiner Zeit als Bürgermeister war er von Amts wegen Vorsitzender des Vorstandes der Von-Wiese-Stiftung, die die schulische und berufliche Ausbildung in den Schulen und Gymnasien der Stadt Gera sowie die präventive Jugendhilfe fördert.
Dannenberg wurde im September 2023 vom CDU-Kreisverband Gera mit 97 Prozent der Stimmen zum Kandidaten für die Oberbürgermeisterwahl 2024 gewählt und konnte sich in der Stichwahl am 9. Juni 2024, der ein „rauer Ton“ und persönliche Angriffe im Wahlkampf vorausgegangen waren, gegen den bisherigen Amtsinhaber Julian Vonarb durchsetzen.
Dannenberg lebt mit seiner Partnerin in Gera und hat eine erwachsene Tochter.

## Auszeichnungen
- Paul Harris Fellow als Präsident des Rotary Club Gera[16]